# Spoorlijn Bredstedt - Löwenstedt
De spoorlijn Bredstedt - Löwenstedt was een Duitse spoorlijn en was als spoorlijn 1209 onder beheer van DB Netze.

## Geschiedenis
Het traject werd door de Deutsche Reichsbahn  in 1928 geopend. Het vervoer op dit traject werd per 1 november 1942 stilgelegd. Het materieel van het traject werd na 1942 gebruikt bij de Oekraïense stad Poltava ten behoeve van de oorlogsvoering.

## Aansluitingen
In de volgende plaatsen is of was er een aansluiting op de volgende spoorlijnen:
Bredstedt
DB 1210, spoorlijn tussen Elmshorn en Westerland
Löwenstedt
DB 1208, spoorlijn tussen Husum en Flensburg